# 松本慶彦
松本 慶彦（まつもと よしひこ、1981年1月7日 - ）は、日本の男子バレーボール選手。

## 来歴
長野県長野市（旧戸隠村）出身。姉の影響で、中学1年よりバレーボールを始める。
高校時代は、岡谷工高の全国大会初制覇に貢献する。高校まではサイドアタッカーであった。
中央大学に進学後、ミドルブロッカーに転向する。
身長193cmとミドルブロッカーとしては小柄だが、リーチの長さ（指高の高さ）とジャンプ力によって、最高到達点は358cmと、全日本でも屈指の高さを誇る。
2003年にNECブルーロケッツに入団。2005/06シーズンの第12回Vリーグではベスト6とスパイク賞を受賞した。
2007年ワールドカップで、全日本代表に招集される。全日本での背番号は11。2008年の北京オリンピック出場に貢献し、本大会にも出場した。
2008年夏、所属先のNECを退社。堺ブレイザーズ（現・日本製鉄堺ブレイザーズ）に入団するがNECの移籍同意書が得られず、2008/09Vプレミアリーグへは出場することができなかった。
2010年1月17日、パナソニックパンサーズ戦で右足前十字靱帯を損傷、全治3週間の怪我を負った。
2011/12Vプレミアリーグで再度ベスト6とスパイク賞を受賞した。2014年3月2日、JTサンダーズ戦でVリーグ通算230試合出場となり、Vリーグ栄誉賞の表彰基準に到達した。
2021年2月21日、V1リーグ戦のFC東京戦に出場し、40歳にして前人未到のVリーグ通算400試合出場を達成した。この試合でもフル出場を果たし、以降も現役を続けていきたいとコメントを残した。
2023年、堺ブレイザーズの選手兼コーチに就任した。
2024年2月18日、大浜だいしんアリーナで開催されたV1男子のサントリーサンバーズ戦に先発出場を果たし、Vリーグ通算500試合出場を達成した。
2025年3月、2024-25シーズン限りでの退団が発表された。5月29日に自由交渉選手として公示。6月にVC長野トライデンツへの入団が発表された。

## エピソード
- 小学生時代は、スキー場が近くにあって、父と伯父がスキーに縁があったこともあり、スキーに励んでいた。姉はバレーボール中継を夢中で見ていたが、当時はほとんど関心持たなかったという[2]。
- 中学生時代は、もともとはバスケットボール部に入部しようとしていたが、入学した中学校にバスケットボール部がなく、何となくバレーボール部に入部した。バレーボール部に入部した理由は、自身も詳しくは覚えてないという[2]。
- 高校時代はより高い打点で打つように指導され自信を深めたが、大学時代は速いトスを打つように指導され、そのスタイルに馴染めず、一度はバレーボールを辞めようとした。しかし、当時の中央大学監督・栗生澤淳一が、スピードに慣れるために一度ミドルブロッカーをやってみることを提案。それが大きな転機となり、ミドルブロッカーとしての頭角を現した。NECブルーロケッツ入部後も宇佐美大輔のトスから決められてさらに成長した[2]。
- 実家は祖父の代から始めた製麺工場である[2]。
- 妻の小由樹（旧姓・安武）は日立ベルフィーユでリベロとしてプレーした元Vリーガー[13][14]。息子は清風高等学校でセッターとしてプレーしている。

## 球歴
- 全日本代表 - 2007-2013年
  - オリンピック - 2008年
  - ワールドカップ - 2007年

## 受賞歴
- 2006年 - 第12回Vリーグ ベスト6、スパイク賞
- 2012年 - 2011/12Vプレミアリーグ ベスト6、スパイク賞[15]
- 2014年 - 2013/14Vプレミアリーグ Vリーグ栄誉賞
- 2015年 - 2014/15Vプレミアリーグ スパイク賞[16]

## 所属チーム
- 長野市立戸隠中学校
- 長野県岡谷工業高等学校
- 中央大学
- NECブルーロケッツ（2003-2008年）
- 堺ブレイザーズ/日本製鉄堺ブレイザーズ（2008-2025年）
- VC長野トライデンツ（2025年-）